# Jort van der Sande
Jort van der Sande (* 25. Januar 1996 in ’s-Hertogenbosch) ist ein niederländisch-bonairischer Fußballspieler auf der Position des Mittelstürmers. Er ist aktuell für den SC Cambuur und in der bonairischen Fußballnationalmannschaft aktiv.

## Karriere

### Verein
Jort van der Sande lebte einige Zeit auf der Karibikinsel Bonaire. Im Alter von zehn Jahren wurde er in die Jugendakademie des FC Den Bosch aufgenommen, nachdem er zuvor für SV Audacia in Moergestel und VV Heeswijk gespielt hatte. Sein Debüt für die erste Mannschaft gab er am 15. August 2014 in einem Ligaspiel der zweiten niederländischen Liga gegen VVV-Venlo (2:0-Sieg), als er für Edoardo Ceria eingewechselt wurde. Sein erstes Tor für den Verein erzielte er am 6. Februar 2015 beim RKC Waalwijk, als er zum 3:0-Endstand traf. In seiner Debütsaison gelangen dem Stürmer vier Tore in 20 Ligaspielen. In der folgenden Saison kam er nur auf fünf Spiele und ein Tor. Ab der Spielzeit 2016/17 kam er regelmäßig zum Einsatz und war in der Saison 2017/18 Stammspieler. Van der Sande unterzeichnete im März 2017 eine Vertragsverlängerung beim FC Den Bosch, die ihn bis zum 30. Juni 2019 im Verein hielt.
Im Juni 2019 wechselte van der Sande ablösefrei innerhalb der zweiten Liga zum FC Eindhoven und unterzeichnete einen Dreijahresvertrag. Sein Debüt gab er am 9. August 2019 beim 2:1-Auswärtssieg gegen NEC Nijmegen. Kurz nach seiner Ankunft erlitt er noch im selben Monat einen Mittelfußbruch, der ihn für drei Monate pausieren ließ. Van der Sande erzielte sein erstes Tor für den Verein am 17. Dezember 2019 bei einem 2:0-Auswärtssieg gegen Excelsior Rotterdam in der 2. Runde des Pokals. Nachdem er sich von seinem Bruch erholt hatte, war er in den nächsten beiden Saisons Stammspieler im Angriff von Eindhoven. Seine stärkste Saison absolvierte er dabei 2021/22, als er in 34 Ligaspielen 13 Tore erzielte und zweitbester Torjäger in Eindhoven hinter Joey Sleegers wurde, der 21-mal traf. Van der Sande trug dazu bei, dass sich Eindhoven für die Aufstiegs-Play-offs qualifizierte, wo man jedoch im Halbfinale gegen ADO Den Haag ausschied.
Im Juli 2022 unterzeichnete van der Sande einen Zweijahresvertrag beim Zweitligisten NAC Breda mit Option auf ein weiteres Jahr. Er erzielte bei seinem Pflichtspieldebüt für den Verein am 15. August 2023 nach seiner Einwechslung für Boyd Lucassen das NAC-Tor bei einer 1:3-Niederlage gegen die MVV Maastricht. In der Saison 2022/23 gelangen ihm wie in der vorherigen Spielzeit in Eindhoven 13 Ligatore, womit er zweitbester Torschütze in Breda hinter Odysseus Velanas wurde, der einmal mehr erfolgreich war. Wie mit Eindhoven zuvor qualifizierte er sich mit Breda für die Aufstiegs-Play-offs, in dem die Mannschaft jedoch im Halbfinale gegen FC Emmen ausschied.
Im August 2023 wechselte van der Sande vorzeitig aus seinem Vertrag in Breda zum Ligakonkurrenten ADO Den Haag, bei dem er einen Dreijahresvertrag unterschrieb. Mit 11 Toren in 31 Spielen war er in Den Haag zweitbester Torschütze in der Saison 2023/24. Sein Teamkollege Henk Veerman wurde mit 23 Treffern Torschützenkönig der gesamten Eerste Divisie. Für van der Sande endete die Saison zum dritten Mal infolge mit einer Halbfinal-Niederlage in den Aufstiegs-Play-offs, als Den Haag gegen Excelsior Rotterdam unterlag.
Im Juli 2024 wechselte van der Sande nach Schottland zum Erstligaaufsteiger Dundee United. Nach nur einer Saison in Schottland wechselte van der Sande im August 2025 zurück in die Niederlande und unterschrieb einen Vertrag beim SC Cambuur.

### Nationalmannschaft
Am 5. Oktober 2023 wurde van der Sande von Trainer Rilove Janga erstmals in den Kader der bonairischen Nationalmannschaft berufen. Am 12. Oktober 2023 debütierte er für Bonaire in einem Länderspiel der Nations League gegen Anguilla, das mit 2:0 gewonnen wurde. Mit Bonaire gelang ihm in der Saison 2023/24 der Aufstieg aus der Liga C in Liga B. In der folgenden Nations-League-Saison erzielte er im September 2024 gegen El Salvador sein erstes Tor bei einer 1:2-Niederlage.